# جياك بالميري
جياك بالميري (الاسم العلمي: Guaiacum palmeri) هي نوع نباتي يتبع جنس الجياك من فصيلة القديسية.